# Tahai

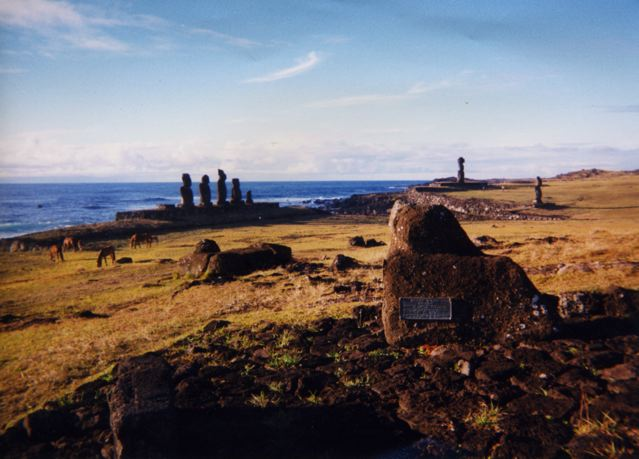
Obřadní complex Tahai na Velikonočním ostrově. Zcela vpředu je památník Williama Mulloye. Na pozadí jsou tři ahu v komplexu Tahai. Zleva Ahu Vai Uri, Ahu Ko Te Riku a Ahu Tahai.

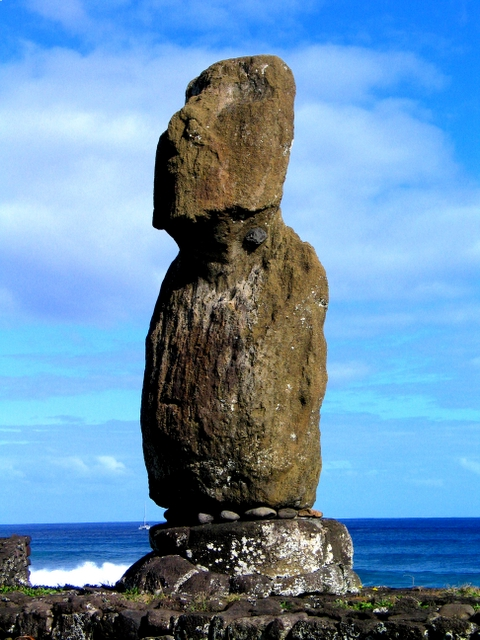
Socha Moai na Ahu Tahai

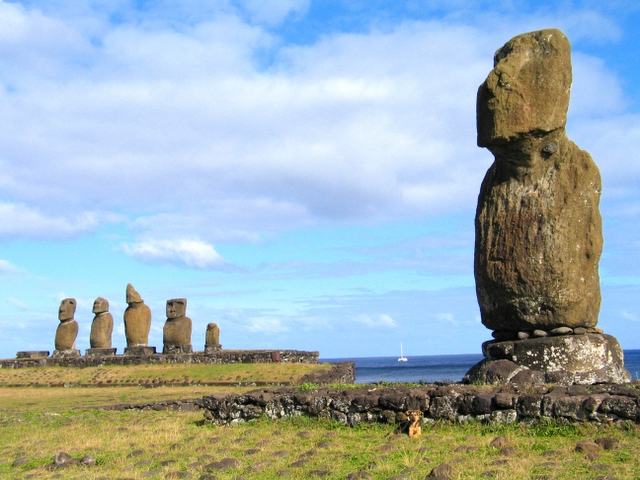
Obřadní komplex Tahai. Vpravo Ahu Tahai, na pozadí vlevo Ahu Vai Uri

Tahai je obřadní komplex a archeologická lokalita na Velikonočním ostrově, nacházející se severně od obce Hanga Roa. V komplexu Tahai se nalézají tři plošiny ahu: Ahu Ko Te Riku, Ahu Vai Uri a Ahu Tahai. Tahai je součástí národního parku Rapa Nui, který se zapsán na seznamu světového dědictví UNESCO.
Nadohled od Tahai se nachází Hanga Kio'e, kde William Mulloy zrestauroval roku 1972 další dvě plošiny ahu.

## Obnova komplexu
V letech 1968–1970 archeologové William Mulloy, Gonzalo Figueroa G.-H. a William S. Ayres uskutečnili projekt obnovy komplexu Tahai. Během prací zrestaurovali všechny tři plošiny. Restaurátorské práce probíhaly na ploše přibližně 20 000 metrů čtverečních, bylo přemístěno 23 000 kubických metrů zeminy a kamenů a asi 2000 tun bylo použito jako výplň zrekonstruovaných ahu.

## Památník Williama Mulloye
V areálu komplexu Tahai je pohřben William Mulloy spolu se svojí ženou Emily Ross Mulloy. Památník Williama Mulloye je doplněn deskou s nápisem ve třech jazycích -
španělštině, rapanuištině a angličtině:
| William Mulloy                                                                                |
| 1917 - 1978                                                                                   |
| Grande fue - como sus obras - su amor y entrega a Rapa Nui.                                   |
| Hai Hapi — Hai Haka Tutu'u i te Aringa Ora To'ona Here Rahi Mo Rapa Nui: I Haka Tikea Mai Ai. |
| By restoring the past of his beloved island, he also changed its future.                      |

V překladu:
Láska a úsilí, které věnoval Rapa Nui byly veliké stejně jako jeho dílo.

Výzkumem a obnovou živých tváří ukázal svoji lásku k Rapa Nui.

Obnovou minulosti milovaného ostrova změnil také jeho budoucnost.